# Чинглиш
Чи́нглиш (англ. Chinglish) — вариант английского языка, созданный под влиянием китайского языка. Термин «чинглиш» используется для обозначения изменений в грамматическом строе языка, не встречающихся в английском, а также — бессмысленных с точки зрения английского языка фраз, используемых на английском в контексте китайского языка. Может использоваться для неодобрительной или уничижительной коннотации. В литературе встречаются и другие варианты обозначения: «Китайский английский» («Chinese English», «China English»), а также «Китаизированный английский» («Sinicized English»). Насколько распространён данный лингвистический феномен применительно к английскому языку — предмет обсуждения в научном сообществе.